# うご農業協同組合
うご農業協同組合（うごのうぎょうきょうどうくみあい）は、秋田県雄勝郡羽後町に本所を置く農業協同組合。愛称はJAうご。

## 概要
羽後町の中央部に位置する3集落を管轄する。当農協は、広域JAに合流せずに、従来型の小規模JAを目指して、成立した経緯がある。なお、同町の役場のある西馬音内地区などの町中心部は、こまち農業協同組合の管轄である。
2019年4月、理事会で湯沢雄勝地域の広域農協とは一緒にならず、横手平鹿地域をカバーする秋田ふるさと農協との合併方針を採択。5月に同農協に合併に向けた要請書を送付し、合併に向けた協議を開始している。本来はこまち農協とも合併協議を進めていたが、こまち側は全県農協の成立を優先し協議から離脱した。その後、秋田県農協の協議が中断したことを受け、こまち農協との合併の協議が再開され、2026年4月1日付でこまち農協と合併し、湯沢雄勝地域の農協を一本化する方針に舵を切ることになった。

## 沿革
- 1998年（平成10年）4月1日 - 新成農業協同組合を存続組合として、明治農業組合、元西農業協同組合と合併し、うご農業協同組合に改称。
- 時期不明 - 明治支所と元西支所を本所に統合。
- 2026年（令和8年）4月1日 - こまち農業協同組合と合併。〈予定〉